# Porella montantii
Porella montantii là một loài rêu tản trong họ Porellaceae. Loài này được (Stephani) E.W. Jones miêu tả khoa học lần đầu tiên năm 1963.